# Мальбэк
«Мальбэ́к» — российская музыкальная группа, образованная Романом Варниным и Александром Пьяных в 2016 году. Дуэт стал широко известен после совместных песен с певицей Сюзанной.
Альбом Мальбэка «Новое искусство» вошёл в топ-20 самых популярных альбомов всего 2018 года в русскоязычном сегменте Apple Music, и сразу две песни, «Гипнозы» и «Равнодушие», вошли в топ-24 самых популярных треков за год. (Альбом занял 9-е место, а песни 7-е и 18-е места соответственно).

## Дискография
| Оценки критиков | Оценки критиков |
| Источник        | Оценка          |
| --------------- | --------------- |
| InterMedia      | [ 2 ]           |

| Оценки критиков | Оценки критиков |
| Источник        | Оценка          |
| --------------- | --------------- |
| InterMedia      | [ 3 ]           |

### Альбомы
| № | Название                                                     |
| - | ------------------------------------------------------------ |
| 1 | «Новое искусство» - Выпущен: 29 марта 2017 г. - Лейбл: MLBC  |
| 2 | «Плакса» - Выпущен: 13 октября 2017 г. - Лейбл: MLBC         |
| 3 | «Reptiland» - Выпущен 2 октября 2018 г. - Лейбл: MLBC        |
| 4 | «Roma» - Выпущен: 5 декабря 2019 г. - Лейбл: MLBC            |
| 5 | «Думаешь, это конец?» - Выпущен: 1 мая 2020 г. - Лейбл: MLBC |
| 6 | «Somdre» - Выпущен: 14 июня 2024 г. - Лейбл: MLBC            |
| 7 | «Private Club» - Выпущен: 6 декабря 2024 г. - Лейбл: MLBC    |

### Синглы и избранные песни
| Год  | Название                                             | Чарты                           | Чарты                 | Чарты                   | Примечания     |
| Год  | Название                                             | СНГ                             | СНГ                   | СНГ                     | Примечания     |
| Год  | Название                                             | TopHit Top Radio & YouTube Hits | TopHit Top Radio Hits | TopHit Top YouTube Hits | Примечания     |
| ---- | ---------------------------------------------------- | ------------------------------- | --------------------- | ----------------------- | -------------- |
| 2016 | «Белка / Стрелка» (БЦХ, Мальбэк & David Bintsene)    |                                 |                       |                         | цифровой сингл |
| 2017 | «Внутривенно»                                        |                                 |                       |                         | цифровой сингл |
| 2017 | «Равнодушие» (при уч. Сюзанны)                       | 354                             | —                     | 67                      | цифровой сингл |
| 2017 | «Гипнозы» (при уч. Сюзанны)                          | 63                              | 103                   | 31                      | цифровой сингл |
| 2018 | «Рядом с тобой» (при уч. Сюзанны)                    | —                               | —                     | —                       | цифровой сингл |
| 2018 | «Глаза» (при уч. Лизы Громовой)                      | —                               | —                     | —                       | цифровой сингл |
| 2018 | «Стильный бит» (при уч. Сюзанны)                     | 421                             | —                     | 95                      | цифровой сингл |
| 2018 | «Ближе» (при уч. Сюзанны)                            | —                               | —                     | —                       | цифровой сингл |
| 2019 | «осколки» (shumno prod.)                             |                                 |                       |                         | цифровой сингл |
| 2019 | «За домами» (Мальбэк × Сюзанна feat. Эрика Лундмоен) |                                 |                       |                         | цифровой сингл |
| 2019 | «Слёзы» (при уч. Shumno)                             |                                 |                       |                         | цифровой сингл |
| 2019 | «Салюты» (при уч. Сюзанны)                           |                                 |                       |                         | цифровой сингл |
| 2019 | «Привет»                                             |                                 |                       |                         | цифровой сингл |
| 2019 | «R.» (при уч. Сюзанны)                               |                                 |                       |                         | цифровой сингл |
| 2019 | «Друг»                                               |                                 |                       |                         | цифровой сингл |
| 2019 | «Ты все поймешь»                                     |                                 |                       |                         | цифровой сингл |
| 2020 | «Венсан Кассель»                                     |                                 |                       |                         | цифровой сингл |
| 2020 | «Хабиби»                                             |                                 |                       |                         | цифровой сингл |
| 2021 | «Ты меня ранишь» (Мальбэк & Vacio)                   |                                 |                       |                         | цифровой сингл |
| 2021 | «INRI»                                               |                                 |                       |                         | цифровой сингл |
| 2021 | «Таю» (Dyce & Мальбэк)                               |                                 |                       |                         | цифровой сингл |
| 2021 | «Романтика» (Евграф & Мальбэк)                       |                                 |                       |                         | цифровой сингл |
| 2021 | «Гватемала» (Мальбэк & Sqwoz Bab)                    |                                 |                       |                         | цифровой сингл |

## Годовые чарты
| Песня                                    | Чарт (2018)                            | Поз. | Ист.   |
| ---------------------------------------- | -------------------------------------- | ---- | ------ |
| Мальбэк — «Гипнозы» (при уч. Сюзанны)    | Apple Music Топ-100 в России: 2018 год | 7    | [ 20 ] |
| Мальбэк — «Гипнозы» (при уч. Сюзанны)    | TopHit YouTube — Top Year-End Hits     | 121  | [ 21 ] |
| Мальбэк — «Равнодушие» (при уч. Сюзанна) | Apple Music Топ-100 в России: 2018 год | 19   | [ 20 ] |
| Мальбэк — «Равнодушие» (при уч. Сюзанна) | TopHit YouTube — Top Year-End Hits     | 157  | [ 21 ] |

## Премии и номинации
| Год  | Премия            | Номинант                            | Категория    | Результат |
| ---- | ----------------- | ----------------------------------- | ------------ | --------- |
| 2018 | Премия RU.TV 2018 | Мальбэк при уч. Сюзанны — «Гипнозы» | Лучший старт | Номинация |